# Hanna Husáhr
Hanna Kristin Husáhr, född 3 november 1983 i Borlänge, är en svensk operasångare (sopran).

## Karriär
Husáhr studerade vid Musikkonservatoriet Falun, Guildhall School of Music and Drama i London och Stockholm Operastudio. Hon har en masterexamen i opera vid Göteborgs universitet och i början av sin karriär var hon trainee vid Finlands nationalopera i Helsingfors. Sedan debuten 2009 på Folkoperan i rollen som "Leila" i Bizets Pärlfiskarna har Husáhr gestaltat roller som "Pat Nixon" i John Adams opera Nixon in China på Kungliga Operan, "Romilda"  i Xerxes på Versailles kungliga opera, "Barbarina"  i Figaros Bröllop på Drottningholms Slottsteater (dirigent Marc Minkowski) samt "Helena" i Brittens En midsommarnattsdröm och "Zerlina" i Don Giovanni, de två sistnämnda på Nationaloperan i Bergen. Vid Lettlands nationalopera, liksom vid Opera på Skäret, har Husáhr sjungit titelrollen i Lucia di Lammermoor.
Några övriga roller i urval: "Céphise" i Pygmalion på Drottningholms slottsteater, "Sophie" i Werther på Nationaloperan i Bergen, "Pamina" i Trollflöjten vid Kungliga Operan, "Greta" i Hans och Greta på Malmö Opera samt "Ava" i urpremiären av Mats Larsson Gothes och Susanne Markos Löftet på Kungliga Operan på Förintelsens minnesdag 2022.
I konsertsammanhang har Husáhr samarbetat med dirigenter som Tobias Ringborg, Stefano Ranzani, Jukka-Pekka Saraste, Mikko Franck, Pinchas Steinberg, Leif Segerstam, Jonathan Cohen och Rinaldo Alessandrini. Framträdande konserter är bland andra Nielsens Symfoni nr 3 med Herbert Blomstedt och Bachs Johannespassionen med Daniel Harding. Konsertframträdanden i övrigt innefattar Haydns Pukmässa med Sveriges Radios Symfoniorkester under ledning av Manfred Honeck, Händels Messias tillsammans med The Orchestra of the Age of Enlightenment och som "Romilda" i Xerxes med Jean-Christophe Spinosi och Ensemble Matheus på Gran Teatre del Liceu i Barcelona, Tchaikovsky Concert Hall i Moskva och Auditorio Nacional de Música i Madrid. Debuten vid Berliner Philharmonie ägde rum 2012, då hon sjöng Schubert och Kraus tillsammans med L’arte del mondo.
Husáhr har vidare turnerat med Bachs Johannespassionen tillsammans med Les Musiciens du Louvre och Marc Minkowski. Hon har även sjungit "Xenia" i konsertanta framföranden samt medverkat i skivinspelning av Boris Godunov med Göteborgs Symfoniorkester under ledning av Kent Nagano.

## Priser och utmärkelser
- 2002 – Hugo Alfvén stipendium[8]
- 2011 – Jussi Björlings stipendium [9]
- 2013 – Christina Nilsson stipendium[10]
- 2016  – Drottningholmsteaterns Vänner stipendium [11]
- 2016 – Mozartpriset, Wilhelm Stenhammar International Music Competition[12]
- 2017 – Birgit Nilsson-stipendiet[13]
- 2017 – Håkan Mogren stiftelses stipendium[14]
- 2017 – Operavännerna vid Kungliga Operan stipendium[15]

## Operor och konsertframträdanden i urval
- 2009 – Pärlfiskarna, Leila, Folkoperan, Stockholm[2]
- 2010 – Kärleksdrycken, Adina,	Skånska Operan[16]
- 2010 – Kärleksdrycken, Adina, Finlands nationalopera [17]
- 2011 – Parsifal, Första Blomsterflicka/Väpnare, Finlands nationalopera
- 2011 – Karlsson på taket, Stora syster Bettan, Malmö Opera [18]
- 2012 – Johannespassionen, Maria Magdalena, Wermland Opera [19]
- 2012–2013 – Konsert L´arte del mondo, Berlin Philharmonie
- 2013 – Lucia di Lammermoor, Lucia, Lettlands nationalopera
- 2013 – Lucia di Lammermoor, Lucia, Opera på Skäret[20][21]
- 2013 – Julkonsert i Cadogan Hall, London
- 2013 – Peters Bryllup, Grethe, Musikfestspiele i Potsdam Sanssouci [22]
- 2013 – Carmen, Frasquita, Kilden Opera, Kristiansand [23]
- 2013 – Polarpriskonserten med Kungliga Filharmonikerna för att hylla Kaija Saariaho, Konserthuset Stockholm [24]
- 2014 – Xerxes, Romilda, Artipelag [25]
- 2014 – Vivaldis Gloria och Lars-Erik Larssons Förklädd gud med Radiosymfonikerna, Berwaldhallen
- 2015 – Johannespassionen, Bach, Radiosymfonikerna, dirigent Daniel Harding, Berwaldhallen [26]
- 2015 – Figaros bröllop, Barbarina, Drottningholms slottsteater
- 2015 – Läderlappen, Adele, Norrköpings symfoniorkester
- 2015 – Nielsens Symfoni nr 3, konsert med Sveriges Radios Symfoniorkester, dirigent Herbert Blomstedt, Berwaldhallen
- 2015 – Don Giovanni, Zerlina, Bergen National Opera
- 2015 – Figaros bröllop, Barbarina, Drottningholms Slottsteater[27]
- 2015 – En midsommarnattsdröm, Helena, Bergen National Opera
- 2016 – Turnéer till Barcelona och Moskva med Händels Xerxes och Ensemble Matheus
- 2016 – Coco Chanel, Unga Coco, Vattnäs konsertlada [28]
- 2016 – Xerxes, Romilda, Gran Teatre del Liceu, Barcelona
- 2016 – Nixon in China, Pat Nixon, Kungliga Operan, Stockholm [29]
- 2017 – Peter Grimes, First Niece, Bergen National Opera + Usher Hall; Queen’s Hall, Edinburgh [30]
- 2017 – Trollflöjten, Pamina, Kungliga Operan, Stockholm [31]
- 2017–2018 – Hans och Greta, Malmö Opera [32]
- 2018 – Pygmalion, Céphise, Drottningholms Slottsteater, Stockholm [33]
- 2019 – Werther, Sophie, Bergen National Opera [34]
- 2019 – Rhenguldet, Woglinde, Den Ny Opera, Esbjerg
- 2019 – Trollflöjten, Pamina, Kungliga Operan, Stockholm
- 2019 – Peter Grimes, First Niece, Den Norske Opera, Oslo
- 2022 – Löftet, Ava, Kungliga Operan, Stockholm